# 高松工業高等専門学校
高松工業高等専門学校（たかまつこうぎょうこうとうせんもんがっこう、英称:Takamatsu National College of Technology）は、香川県高松市の国立高等専門学校である。1962年に設置され2009年9月末まで存在した。2009年10月1日に詫間電波工業高等専門学校と統合し、「香川高等専門学校」高松キャンパスとなる。略称は高松高専。

## 沿革
- 1962年4月1日 国立高専1期校として開校（機械工学科・電気工学科）
- 1966年4月1日 土木工学科設置
- 1990年4月1日 制御情報工学科設置（機械工学科2クラスのうち1クラスの改組）
- 1999年4月1日 専攻科設置（機械電気システム工学専攻・建設工学専攻の2専攻）
- 2004年4月1日 独立行政法人に移行
- 2009年10月1日 高専の高度化再編のため、詫間電波工業高等専門学校と統合、香川高等専門学校高松キャンパスとなる。

## 施設
- 一般教育棟
- 電気情報工学科棟
- 機械工学科棟
- 制御情報工学科棟
- 建設環境工学科及び講義棟
- 専攻科棟
- 機械実習工場
- 高機能化センター
- CSセンター
- 図書館
- 自彊会館
- 第一体育館
- 第二体育館
- 武道場
- 低学年寄宿舎
- 高学年寄宿舎
- 女子学生寄宿舎
- グラウンド
- テニスコート
- 清雲寮

## 設置学科

### 学科（準学士課程）
- 機械工学科
- 電気情報工学科
- 機械電子工学科
- 建設環境工学科

### 専攻科（学士課程）
- 機械電気システム工学専攻
- 建設工学専攻

## 最寄駅
- JR予讃線・高徳線高松駅よりことでんバス「47 御厩・県立プール行き」乗車、「西田中」バス停下車
- JR予讃線端岡駅より自転車約20分

## 学生生活
- 「清雲寮」と呼ばれる寮がある。
- 各教員に個別の部屋がある。

## 文化祭
「皆楽祭」と呼ばれ毎年11月に2日間執り行われている。1日目の夜に行われる花火が名物。

## 同窓会
「高松工業会」という同窓会が存在する。また、別に同窓会が発足している学科もある。

## 著名な卒業生
- 大西祐 - 競輪選手（日本競輪学校入学のため高専3年修了後中退）
- 竹内芳明 - 第20代総務事務次官、総務審議官、総務省総合通信基盤局長、同省サイバーセキュリティ統括官
- 森本省治 - 第7代日揮ホールディングス代表取締役社長
- 渡邊英幸 - 元バスケットボール選手

## 制服
- 山本寛斎デザインのブレザータイプ。